# Кривобоково
Кривобоково (укр. Кривобокове) — село,
Орловский сельский совет,
Покровский район,
Днепропетровская область,
Украина.
Код КОАТУУ — 1224287805. Население по переписи 2001 года составляло 82 человека .

## Географическое положение
Село Кривобоково находится на расстоянии в 1 км от сёл Киричково и Маяк.
По селу протекает пересыхающий ручей с запрудой.